# Aventignan
Aventignan  là một xã thuộc tỉnh Hautes-Pyrénées trong vùng Occitanie tây nam nước Pháp. Khu vực này có độ cao trung bình 448 mét trên mực nước biển.
Địa điểm tiền sử các động Gargas nằm ở xã này.